# Tramwaje w Opawie

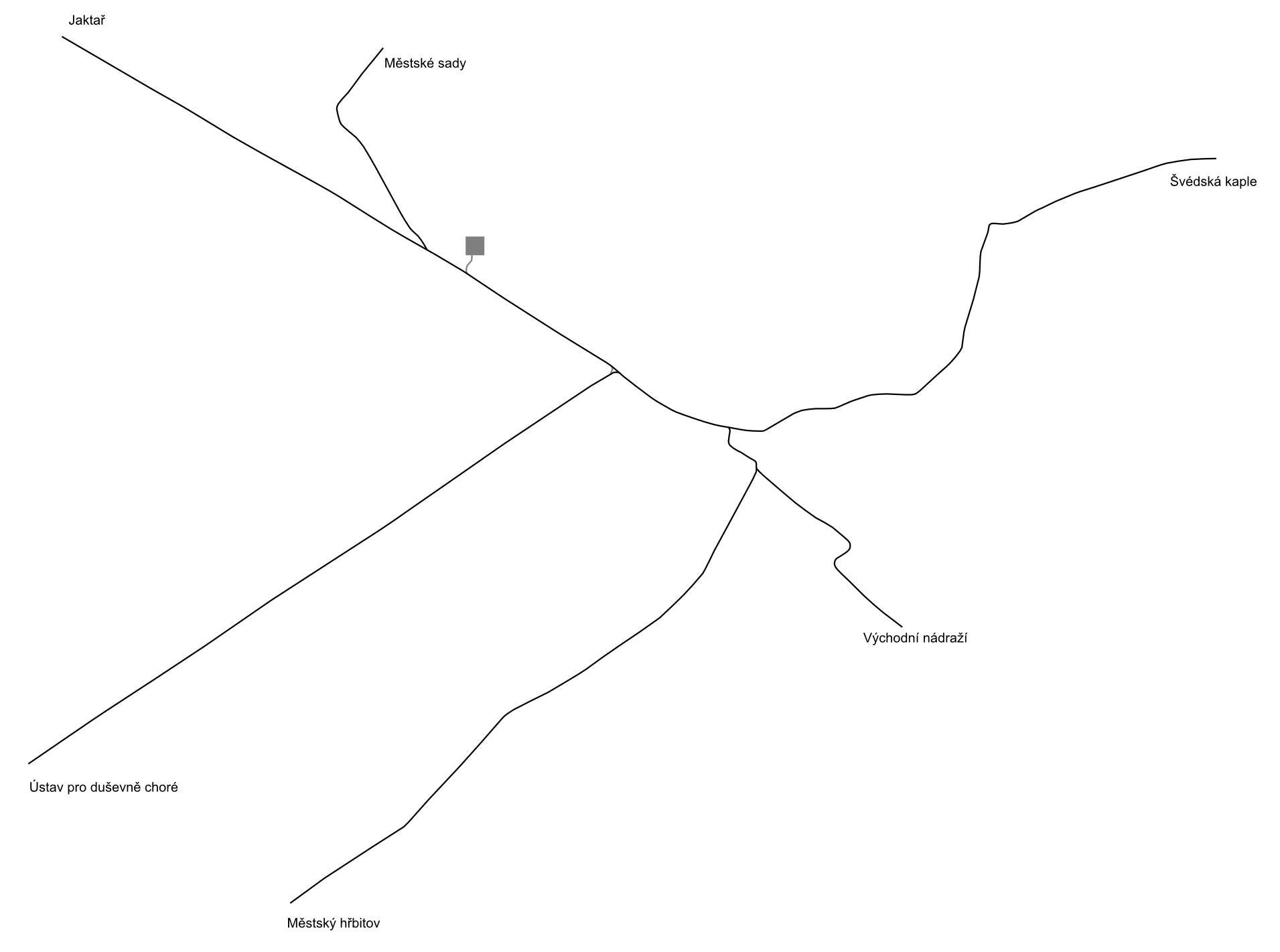
Schemat sieci tramwajowej w Opawie (1949)

Tramwaje w Opawie – system tramwajowy w Opawie we wschodnich Czechach, działający w latach 1905–1956. Po likwidacji zostały zastąpione przez trolejbusy.

## Historia
Jeżeli nie podano inaczej, nazwy ulic i placów w tekście odnoszą się do czasów współczesnych
Decyzję o powstaniu w Opawie sieci tramwajowej podjęto w 1899 r. Umowę budowlaną z koncernem AEG podpisano w 1903, a koncesję Ministerstwa Kolei uzyskano rok później. Wiosną 1905, jeszcze przed ukończeniem prac budowlanych, miasto powierzyło (do roku 1938) eksploatację linii chebskiej spółce Elektrizitäts Gesellschaft GmbH. Uruchomienie opawskiej sieci tramwajowej o rozstawie szyn 1000 mm nastąpiło 4 grudnia 1905. Główna trasa łączyła Dworzec Wschodni ze szpitalem przy ul. Ołomunieckiej (Olomoucká). Odchodziły od niej dwie odnogi – jedna z pl. Republiki (nám. Republiky) do Parku Miejskiego, druga z Górnego Rynku (Horní náměstí) do dzielnicy Katarzynki. Zajezdnia powstała przy ul. Karniowskiej (Krnovská). Sieć obsługiwana była przez dwie linie – jedna od dworca do szpitala, druga od parku do Katarzynek. Jako że przy zajezdni działała miejska elektrownia, między dworcem a zajezdnią prowadzono również przewozy towarowe.
W 1912 r. dokonano rozbudowy sieci. Linię do szpitala wydłużono o kilkaset metrów do zakładu dla psychicznie chorych oraz pobudowano trzecią odnogę – z Górnego Rynku do Cmentarza Miejskiego. W latach dwudziestych wprowadzono liczbowe oznaczenia trzech linii tramwajowych:
1. Dworzec Wschodni – Zakład dla Psychicznie Chorych
2. Park Miejski – Katarzynki
3. Górny Rynek – Cmentarz Miejski

Niemiecko-sowieckie walki o miasto w kwietniu 1945 spowodowały wielkie zniszczenia infrastruktury, uniemożliwiając dalsze kursowanie tramwajów. Pierwszy powojenny kurs na linii nr 3 odbył się w listopadzie 1946, a na powrót do stanu sprzed zniszczenia trzeba było czekać do wiosny 1947 r. Po rekonstrukcji zniszczonych tras przystąpiono do budowy nowych – w 1948 przedłużono linię w Katarzynkach do Kaplicy Szwedzkiej oraz zbudowano nową trasę po ul. Karniowskiej do dzielnicy Jaktarz. Odtąd linia 2 jeździła z Katarzynek do Jaktarza, trasę Park Miejski – Karniowska obsługiwała linia 2A. W latach 1948–1950 istniały cztery linie o łącznej długości 8,8 km.
W 1950 r. podjęto jednak zaskakującą decyzję likwidacji tramwajów i zastąpienia ich przez trolejbusy. W tym samym roku zlikwidowano linię nr 3, dwa lata później stanowiącą kręgosłup sieci linię nr 1 oraz linię nr 2A, a w 1953 – zbudowaną zaledwie pięć lat wcześniej trasę do Jaktarza. Ostatnim działającym odcinkiem pozostała trasa Plac Republiki – Katarzynki. Jego likwidacja 22 kwietnia 1956 równoznaczna była z końcem komunikacji tramwajowej w Opawie.

## Tabor
Kiedy powstała w Opawie sieć tramwajowa (1905), zakupiono 9 wagonów silnikowych z fabryki w Studeńce (Vagónka Studénka) z wyposażeniem elektrycznym od koncernu AEG. Kolejne 3 wagony tej samej produkcji zostały dodane w r. 1912. Następna dostawa wagonów miała miejsce dopiero w 1952 r., kiedy do Opawy trafiło 5 tramwajów z likwidującej przewozy tramwajowe Igławy.
Ponadto eksploatowano 10 wagonów doczepnych, wszystkie zakupione używane z innych miast: w 1906 – 5 z Linzu, w 1940 – 3 z Görlitz i w 1951 – 2 z Igławy.